# Beaumont-sur-Oise (Adelsgeschlecht)
Beaumont-sur-Oise war eine Familie der nordfranzösischen Adels, das erstmals Ende des 10. Jahrhunderts im Gefolge Hugo Capets auftritt.

## Geschichte
Ihren Namen trägt sie nach ihrem Besitz, der Grafschaft Beaumont-sur-Oise in der Picardie. Das Haus Beaumont-sur-Oise ist zu unterscheiden vom normannischen Haus Beaumont, das wenige Jahrzehnte später als Herren von Beaumont-le-Roger dokumentiert ist.
Die Grafen von Beaumont-sur-Oise hatten in der Mitte des 12. Jahrhunderts mehrere Jahrzehnte lang das Amt des Chambrier de France (Kämmerer von Frankreich) inne, also das des Kronschatzmeisters und obersten Finanzbeamten, das ihnen als Nachkommen der Familie Clermont zufiel. Im Jahr 1222 starb die Familie in der Hauptlinie aus, die Grafschaft wurde 1223 von den Erben an den König verkauft. Eine Nebenlinie ist das Haus Trie, das bis zum Ende des 15. Jahrhunderts eine bedeutende eigene Entwicklung machte.

## Stammliste

### Grafen von Beaumont
1. Geila venerabilis; ⚭ I Fouchard, Châtelain de Ham; ⚭ II vor 981, Ivo, 978 im Gefolge Hugo Capets bezeugt
  1. (I) Gilbert, † 13. Februar 1009, 989 Bischof von Meaux
  2. (II) Ivo; ⚭ vor 981 NN, wohl Gisela, Schwester von Milon de Chevreuse
    1.  ? Ivo I., 1022/28 comes Bellomontensis (Graf von Beaumont-sur-Oise), gründet 12. Oktober 1029 Saint-Léonor in Beaumont
      1.  ? Ivo II., nach 1027 bezeugt, † 22. Mai 1059, 1036 und 1039 comes Bellomontensis castri, Seigneur de Conflans; ⚭ Emma, 1039 bezeugt, † 21. Juli eines unbekannten Jahres
        1. Josfredus, nach 1027 bezeugt, † 10. Januar nach 1068, wohl vor 1070, 1039/27. Mai 1067 Comte
        2. Albericus (Aubri), † vor 1095, 1058/77 Vizegraf von Coucy, 1059–1079/1088 mit Besitz in Yorkshire, 1080-um 1086 Earl of Northumbria; ⚭, 1059 getrennt, Adela, Vizegräfin von Coucy, † in der Abtei Nogent-sous-Coucy, Tochter von Letaldus de Marle (Haus Roucy) und Mathilde (Mahaut), sie heiratete in zweiter Ehe Enguerrand de Boves, 1069/1118 bezeugt, um 1085 Sire de Coucy, 1095 Vizegraf von Coucy, verstoßen (Haus Boves)
        3. Ivo III., † 16. September nach 1083, nach 1027 geistlich, 1039 Kanoniker und geistlich, 1059 geistlich, 1070/81 Graf von Beaumont, gründet 1080 das Kloster Conflans; ⚭ I Judith; ⚭ II Adelheidis, 1080/81 bezeugt, † 8. April 1099, wohl Adelheidis de Gournay, Tochter von Hugues
          1. (I) Aelis, † Rouen 11. Juli 1091, bestattet in Ouche; ⚭ Hugues de Grandmesnil, † 22. Februar 1098
          2. (II) Adèle; ⚭ Guillaume de Senlis (Haus Clermont)
          3. (II) Mathieu I., † 1. Januar 1155, 1086 Graf von Beaumont, 1137 Chambrier de France, 1151 geistlich in Beaumont; ⚭ vor 1101 Beatrix de Clermont, Dame de ½ Luzarches, 1110 bezeugt, Tochter von Hugues (Haus Clermont) und Marguerite de Montdidier (Haus Montdidier)
            1. Ives, 1110 bezeugt
            2. Mathieu II., 1110/74 bezeugt, 1151 Graf von Beaumont; ⚭ I vor 1154 Mathilde de Châteaudun, † 26. Juni 1158, Tochter von Geoffroy III. Vizegraf von Châteaudun (Haus Châteaudun); ⚭II Adèle, Dame de Luzarches 1161/73, heiratete in zweiter Ehe Amaury de Meulan, Seigneur de Gournay, † vor 1196 (Haus Beaumont)
              1. (I) Kinder, 1152 bezeugt
              2. (I) Hugues, 1154 bezeugt, † 15. August eines unbekannten Jahres
              3. (I) Agnès
              4. (I) Mathieu III., 1154 bezeugt, † 24. November 1208, 1177 Graf von Beaumont, 1180/1208 Chambrier de France; ⚭ I 1173–77, geschieden 1192, Eliénor, * Ende 1152, † nach 1222, 1183/1214 Gräfin von Vermandois, Valois und Saint-Quentin, gründet 1205 die Abtei Parc-aux-Dames in Auger-Saint-Vincent, 1214 geistlich, Tochter von Raoul I. le Vaillant (Haus Frankreich-Vermandois), Witwe von Guillaume IV., Graf von Nevers (Haus Monceaux), Matthäus von Elsass, Graf von Boulogne (Matfriede); ⚭ II vor 1199 Aliénor de Soissons, † Mai 1229/34, Tochter von Raoul I., Graf von Soissons (Haus Nesle), sie heiratete in zweiter Ehe vor 1214 Étienne II. de Blois, Seigneur de Châtillon-sur-Loing, † 1252 (Haus Blois)
              5. (I) Philippe, 1160/99 bezeugt
              6. (II) Mathieu, † nach 1180, vor seiner Mutter, 1170 zu Luzarches
              7. (II) Alix, † vor 1186, ⚭ Anseau II. de L’Isle-Adam, † Januar 1220
              8. (II) Alice, 1180/87 bezeugt
              9. (II) Jean, 1180 bezeugt, † 15. Juni 1222, 1198 Seigneur de Luzarches, 1209 Graf von Beaumont; ⚭I, Ehe annulliert, Gertrude de Soissons † 26. September 1220/September 1222, Tochter von Raoul I., Graf von Soissons (Haus Nesle), heiratete in zweiter Ehe 1193 Mathieu II. de Montmorency, † 1230 (Stammliste der Montmorency); ⚭ II vor 1214 Jeanne de Garlande, 1214/22 bezeugt, † vor August 1232, Tochter von Guillaume IV., Sire de Garlande (Haus Garlande), und Adèle de Châtillon-sur-Marne (Haus Châtillon)

            3. Hugues I.,1139/89 bezeugt,  Vicomte de Beaumont, Seigneur de Persan; ⚭ I Beatrix; ⚭ II NN
              1. (I) Hugues II., 1189/1216 bezeugt, † vor 1222, Vicomte de Beaumont, Seigneur de Persan 1194; ⚭ Ade de Persan, 1194/1224 bezeugt
                1. Beatrix, Dame de Persan 1203/42; ⚭ vor 1218 Guillaume de Thorotte, 1196/1224 bezeugt, † vor 1231, 1222 Seigneur de Persan (Haus Thorotte)
                2. (I) Marguerite, 1203/24 bezeugt; ⚭ vor Juni 1220 Gaucher de Thorotte, Ritter, Seigneur du Plessis-Cacheleu, † August 1255/August 1261 (Haus Thorotte)

              2. (I) Guillaume, 1203 bezeugt, † vor 1224; ⚭ Emmeline d’Ermenoncourt, 1224 bezeugt
              3. (I) Adam, 1178/98 bezeugt, Domkantor in Beauvais
              4. (II) Ives, 1189/1219 bezeugt, † vor 1222, 1217 Vogt von Ully-Saint-Georges, Ritter; ⚭ I Roscedis (wohl Roscedis de Milly), 1189 bezeugt; ⚭ II Mathilde, 1203 bezeugt; ⚭ III Aelis, 1215 bezeugt
                1. (I) 2 Töchter, 1190 Nonnen in Boran
                2. (I oder II) Thibaut d’Ully, 1203/31 bezeugt, † vor August 1237, 1224 de Beaumont, Ritter, 1223 Seigneur de Méru, 1228 Sire de Luzarches, verkauft 1223 die Grafschaft Beaumont-sur-Oise an König Philippe Auguste; ⚭ vor Juni 1231 Ermengarde, 1231/37 bezeugt, † vor Dezember 1261
                  1. Barthélémy de Beaumont, genannt de Méru, Ritter, 1261/68 bezeugt
                  2. Thibaut de Beaumont, genannt de Méru, Ritter, 1259/71 bezeugt
                  3. Guiot de Beaumont, genannt de Méru, Knappe (écuyer) 1261/68

                3. (I oder II) Aelis, 1203/15 bezeugt

              5. (II) Beatrice, 1223 bezeugt; ⚭ NN d’Andely
              6. (II) Marie, 1223 bezeugt; ⚭ NN de la Rossière
              7. (II) Heudeburgis, 1203 bezeugt
              8. (II) Julienne, 1203 bezeugt

          4. (II) Hugues; ⚭ Agnès de Croisilles, Tochter von Alard, Sire de Croisilles, und Havide
          5. (II) Agnès, † vor 1124; ⚭ Bouchard III., Sire de Montmorency, 1110 bezeugt (Stammliste der Montmorency)

        4. Odo (Eudes), 1039 bezeugt, 1059 camerarius, 1068/88 Vizegraf von Chaumont-en-Vexin – Nachkommen: die Vizegrafen von Chaumont und das Haus Trie
        5. Gosbert, 1039 bezeugt

### Vizegrafen von Chaumont
1. Odo (Eudes), 1039 bezeugt, 1059 camerarius, 1068/88 Vicomte de Chaumont-en-Vexin – Vorfahren siehe oben
  1. Galon II., 1060 bezeugt, † 1098 in Antiochia auf dem Ersten Kreuzzug, Vicomte de Chaumont, 1085 Connétable; ⚭ Humberge du Puiset, 1094 bezeugt, Tochter von Hugues I. Blavons, Châtelain du Puiset, Vizegraf von Chartres (Haus Le Puiset)
    1.  ? Hugues I., 1110 Vicomte de Chaumont, 1108/24 bezeugt, 1108 und 1111 als Connétable von Frankreich bezeugt
      1.  ? Hugues II. genannt Strabo (le Borgne, der Einäugige), Vicomte de Chaumont, 1120/49 bezeugt; ⚭ Luce 1120/49 bezeugt
      2. Guérin, vor 1125 bezeugt, † vor 31. März 1149
      3. Galon III. de Chaumont, 1125/75 bezeugt, † vor 1182; ⚭ Mahaut de Gisors, 1169/99 bezeugt, Schwester von Jean de Gisors
        1. Hugues III., 1169/1209 bezeugt, † vor 1210, gründet 1170 die Abbaye de Gomerfontaine, 1198 Kreuzritter; ⚭ Pétronille de Poissy, 1212 bezeugt, † wohl 1223, Tochter von Gasce IV. de Poissy
          1. Jean, Ritter 1224/27 Seigneur de Mello, 1208/35 bezeugt; ⚭ (1) NN; ⚭ (2) vor Februar 1224 Ada, 1222/24 bezeugt, Witwe von Guillaume II., Sire de Mello (Mello (Adelsgeschlecht)
            1. (1) Eudes, 1227 geistlich
            2. (2) Gilles II., Ritter, 1237/48 bezeugt, † vor 1275
              1. Jeanne, Dame de Lattainville 1296; ⚭ Jean le Bouteiller de Brasseuse, 1267 Groß-Marschall des Königreichs Sizilien, † vor 1296

          2. Jacques, 1208/09 bezeugt
          3. Gilles I., 1209/24 bezeugt
          4. Gervais, 1209/24 bezeugt
          5. Hugues, Ritter, 1209/45 bezeugt; ⚭ Aélis de Loconville, † vor 1283
            1. Robert, 1275/86 bezeugt
              1. Gilles, Ritter, Seigneur de Saucourt et de Loconville 1327

            2. Gilles, 1273 bezeugt, testiert Freitag von St. Clemens 1286
            3. Jean

          6. Gasce, 1224 bezeugt

        2. Jeanne, 1169 bezeugt; ⚭ Gervais de Mouy
        3. Idoine, 1169 bezeugt; ⚭ Roger de Maule, 1195/1200 bezeugt (Le Riche (Familie))

      4. Eudes, 1149 bezeugt
      5. Hugues 1149 bezeugt

    2. Dreux de Chaumont, Seigneur de Trie, kurz nach 1099 Kreuzritter, dann Mönch in der Abtei Saint-Germer-de-Fly; ⚭ NN – Nachkommen: Haus Trie
    3. Hugues, genannt panis avena (Haferbrot), um 1115 Propst in Saint-Germer
    4. Humberge, vor 1089 bezeugt